# Dione (musicien)
Pour les articles homonymes, voir Dione.
Dione, ou DJ Dione, de son vrai nom Erik Ypma, né le 27 décembre 1970 est un producteur et disc jockey néerlandais de techno hardcore. Il commence sa carrière de DJ dans les années 1980. Ses plus grands succès datent des années de Mystery Land et plus tard, il apparaît dans les évènements d'ID&T tels que Thunderdome, Speedrazor et Earthquake. Dione a joué en Finlande, Lituanie, Lettonie, Allemagne, Italie, Belgique et Pays-Bas. Dione fait également partie du Hall of Fame officiel des festivals Thunderdome.

## Biographie
Erik commence sa carrière à la fin des années 1980 en tant que disc jockey dans un centre aéré local des Pays-Bas,. Il commence également sa carrière grâce à une station de radio qui présente éventuellement l'émission radio hardcore la plus populaire nommée Hakkûh sur New Dance Radio. Cette émission est toujours considérée comme légendaire, et la musique qui y était diffusée était une inspiration majeure pour les anciennes générations ainsi que pour les producteurs des années 2010. Erik sort ses premiers titres sous les noms de scène de Whousers et Kire Ampy. Lors d'une entrevue avec le site Partyflock, Erik confie que son nom, Dione, s'inspire de la déesse archaïque du même nom.
Il apparaît alors dans une cinquantaine de compilations et commercialise deux albums, l'un techno hardcore et l'autre plus axé techno. L'effet boule de neige continue, et ID&T décide de lui donner sa chance. Le pari est réussi avec des titres tels que The Atac, Darkness & Brightness ou encore 1 Beat 2 Heaven. Il collabore par la suite avec d'autres producteurs notables tels que The Headbanger et DJ Distorsion. Erik fait ensuite équipe avec Solid Rocket Boosters (SRB), une équipe de spécialistes des shows visuels et joue dans des musées un peu partout en Europe. En 1999, il quitte ID&T, qui ne souhaite plus produire de hardcore et signe au label Megarave Records. Ypma compose régulièrement ses morceaux et apparait dans plus d'une cinquantaine de compilations. Il compose également deux albums et signe un contrat au label ID&T. 
En 2005, il publie l'album Energy Overload, en collaboration avec d'autres producteurs tels que Paul Elstak et Omar Santana ; l'album a été bien accueilli. En 2013, il participe au festival espagnol Nightmare in Barcelona.

## Genres alternatifs
Erik emprunte le nouveau nom de scène de E-Noid, dès la création du label néerlandais de genre darkcore DNA Tracks ; il s'agit de son pseudonyme principal inversé. Il devient l'un des plus grands producteurs darkcore au label, aidant ce dernier à atteindre le sommet, amenant les compositions les plus sombres et « hard » aux fans à travers le monde. La même chose se produit et cette fois-ci sous son nom de scène SRB, ayant produit des compositions légendaires sous le label T.I.T Records, ce qui a aidé aux meilleures productions terror et speedcore.